# Eli Gottlieb
Eli Gottlieb (New York, 1956) è uno scrittore statunitense.

## Biografia
Nato nel distretto newyorkese di Manhattan, è cresciuto a Cedar Grove nel New Jersey e si è laureato all'Hampshire College di Amherst nel Massachusetts.
È stato editore della rivista Elle e ha insegnato Letteratura Americana all'Università di Padova.
Ha esordito nella narrativa nel 1997 con il romanzo Il ragazzo che andò via vincendo il Rome Prize e il McKitterick Prize l'anno scuccessivo.
In seguito ha pubblicato altri 3 romanzi ottenendo con Un ragazzo d'oro il Bridge book award 2016.
Vive e lavora a New York.

## Opere

### Romanzi
- Il ragazzo che andò via (The Boy Who Went Away, 1997), Roma, Minimum fax, 2020 traduzione di Sara Reggiani ISBN 978-88-338-9187-3.
- Le cose che so di lui (Now You See Me, 2008), Milano, Piemme, 2010 traduzione di Claudia Antinori ISBN 978-88-566-0142-8.
- The Face Thief (2012)
- Un ragazzo d'oro (Best Boy, 2015), Roma, Minimum fax, 2018 traduzione di Assunta Martinese ISBN 978-88-7521-883-6.